# Оријентални ћук
Оријентални ћук, такође источни или кинески ћук (лат. Otus sunia), врста је птице из из рода Otus и породице правих сова (Strigidae) која живи на подручју источне и јужне Азије.

## Опис
Кинески ћук је мала, променљиво обојена сова жутих очију са малим ушним праменовима који нису увек усправљени, па некад делује као и да их нема. Постоје две морфе ове сове, које се разликују у обојености перја — сива и риђа, али се могу срести и јединке које су настале мешањем ове две морфе. Полни диморфизам није толико изражен, па су по спољашњем изгледу мужјак и женка доста слични. Кинески ћук се оглашава понављајућим, течним дозивом који се може описати као „тук ток торок”.

### Сличне врсте
Кинески ћук је сличан индијском ћуку (Otus lettia), али се од њега разликује по томе што има беличасте пруге на плећима, прилично прошаране доње делове тела и нема бледи „оковратник”.

## Систематика
Према подацима из марта 2018. године, званично постоји девет подврста кинеског ћука:
- (Friedmann & Deignan, 1939) — Мјанмар, север и исто Тајланда, Индокина
- (Temminck & Schlegel, 1844) — Јапан
- (Ticehurst, 1923) — Шри Ланка
- (Hay, 1845) — север Кине
- (Walden, 1874) — Андаманска острва
- (Hume, 1876) — Никобарска острва
- (Sharpe, 1875) — север Индије
- (Sharpe, 1875) — југоисток Сибира, североисток Кине и Корејско полуострво
- (Hodgson, 1836) — север Пакистана, север Индије, Непал и Бангладеш

## Распрострањеност и станиште
Ова сова је веома распрострањена широм источне и јужне Азије, а настањује суве листопадне шуме од Русије до Тајланда. Гнезди се у шупљинама дрвећа током периода фебруар—април.

## Галерија
- Риђа морфа кинеског ћука, Гандинагар, Гуџарат, Индија
- Одрасла јединка риђе морфе, Гарбанга, Асам, Индија
- Подврста O. s. modestus (Walden, 1874), Андаманска острва, Индија
- Риђа морфа
- Сива морфа, Андаманска острва, Индија